# Skrzynia (zapałki)
Skrzynia – przyjęta w przemyśle zapałczanym handlowa jednostka miary, oznaczająca 240 000 sztuk standardowych zapałek, zapakowanych w 1000 pakunków po 10 paczek zapałek w każdym pakunku, czyli 10 tysięcy paczek zapałek.  
W przeszłości, kiedy w przemyśle tym dominowały zapałki standardowych rozmiarów, pakowano je w paczki na ogół po 60 sztuk i wówczas skrzynia mieściła 600 tysięcy zapałek. Od czasu, kiedy pojawiły się w sprzedaży także mniejsze opakowania przyjmuje się tę miarę jako 10 tysięcy paczek po 24 sztuki. W przypadku pakowania zapałek w większe pudełka (po 48, 60 lub 64 sztuk) liczba pakunków w jednej skrzyni zmieniana jest proporcjonalnie (do 500, 400 lub 375) tak, by mieściło się w niej 240 tysięcy sztuk.
W fabryce zapałek w Czechowicach-Dziedzicach stosowało się dodatkową jednostkę pośrednią, zwaną „kamieniem”, która zawierała 25 pakunków po 10 paczek zapałek, czyli 250 paczek zapałek. Fabryka ta jako podstawowej jednostki handlowej używała 1000 pudełek standardowych zapałek, tj. 4 kamienie.